# Trokosi
Trokosi in lingua ewe significa "sposa/schiava" (Kosi) del "dio" (Tro). È una pratica di alcune zone del Ghana, che comporta l'offerta di giovani donne ai sacerdoti dei culti tradizionali, da parte delle famiglie con la speranza di espiare colpe, reali o presunte, quasi sempre frutto di comportamenti tenuti da membri maschili della famiglia stessa. Spesso la famiglia non è a conoscenza del crimine commesso finché non si abbattono su di essa varie sciagure, interpretate come punizioni divine.
Sebbene le origini di questa pratica siano lontane e difficilmente rintracciabili, la trokosi è ancora ricorrente soprattutto nella regione del Volta. Un'indagine recente ha mostrato che ci sono almeno trentanove santuari Trokosi attivi nelle aree di Volta e Dangme, diciotto nel distretto di Tongu nord (Adidome), otto in quello di Tongu sud (Sogakope), cinque a Ketu, tre a Keta, due a Dangme ovest e uno nel distretto di Akatsi. In tutto ci sono più di mille Trokosi. La più alta concentrazione di santuari è a Tongu, dove vengono anche perpetrati i crimini più spietati.
Con l'Amendment Act 29 del 19 giugno 1988 al Criminal Code del 1960, il Parlamento del Ghana ha promulgato una legge che condanna con la reclusione qualunque tipo di schiavitù rituale o tradizionale e ogni forma di lavoro forzato collegato a rituali tradizionali.
Forte è stata la reazione dei sacerdoti riunitisi nell'associazione Afrikan Mission nel 2002, hanno etichettato la legge come "neocolonialista", volta a distruggere la tradizione africana, imponendo a livello formale e sostanziale uno stile di vita prettamente occidentale e una forma di evangelizzazione del popolo africano.
Dal 1988 però in Ghana la situazione non è cambiata di molto e nessuno è ancora stato condannato. Esiste un movimento di liberazione delle donne trokosi che riunisce donne, associazioni per i diritti umani e ONG cristiane, che continuano a lottare per porre fine alla pratica, e hanno ottenuto la liberazione di oltre 2000 schiavi trokosi negoziando accordi individuali con le comunità santuario. Tale emergenza impegna la società civile in un nuovo movimento per l'abolizionismo.

## Iniziazione
L'iniziazione comporta un rituale pubblico, che vede la ragazza dapprima stesa ai piedi del sacerdote e successivamente trascinata nuda per le strade del villaggio.
Come segno di identificazione le vengono rasati i capelli e legato un filo di rafia intorno al collo.

## Vita nel santuario
Le Trokosi indossano abiti di stoffa grezza ed è loro proibito indossare calzature di ogni sorta.
Sono tenute a svolgere le faccende domestiche nonché ogni tipo di mansione che il sacerdote richiede loro. Raggiunta la pubertà, il sacerdote più anziano possiede, in nome del dio, la ragazza. Le gravidanze sono molteplici e i figli nati da queste violenze sono proprietà del tempio e quindi impiegati nei lavori dei campi e nelle altre attività della vita quotidiana.
Le Trokosi sono soggette a infinite proibizioni:
- non possono lasciare il santuario senza permesso;
- il sesso è proibito se non con il sacerdote;
- portare scarpe e vestiti diversi da quelli imposti;
- mangiare alcune pietanze.

Ovviamente la violazione di tali obblighi comporta punizioni che vanno dalla negazione del cibo alle frustate.
Qualora la ragazza muoia precocemente, la famiglia è costretta a immolare un'altra figlia.